# Живоглядов, Дмитрий Викторович
Дми́трий Ви́кторович Живогля́дов (род. 29 мая 1994, Дубна, Московская область) — российский футболист, защитник.

## Клубная карьера
Зимой 2014 года Живоглядов, будучи капитаном молодёжной команды, отправился на сборы с основным составом «Динамо».
Дебютировал в составе «Динамо» 8 августа 2015 года, в матче 4-го тура чемпионата России против «Анжи». Живоглядов вышел на замену на 88-й минуте вместо Матьё Вальбуэна. С 2016 по 2019 год выступал за «Уфу».
В июне 2019 года перешёл в «Локомотив». 3 июля 2023 года подписал контракт на три года с «Пари Нижним Новгородом». Дебютировал за клуб 22 июля 2023 года в матче 1-го тура чемпионата России против петербургского «Зенита» (0:2), проведя на поле весь матч. 15 октября 2024 года «Пари Нижний Новгород» объявил о расторжении контракта с Живоглядовым.

## Карьера в сборной
С 2012 года выступал за юношескую сборную России до 19 лет. Затем был игроком молодёжной сборной.

## Достижения
«Локомотив»
- Серебряный призёр чемпионата России: 2019/20
- Бронзовый призёр чемпионата России: 2020/21
- Обладатель Кубка России: 2020/21
- Обладатель Суперкубка России: 2019